# Feliniopsis indistans
Feliniopsis indistans là một loài bướm đêm trong họ Noctuidae.